# Gord Kluzak
Gordon Glen Kluzak (* 4. März 1964 in Climax, Saskatchewan) ist ein ehemaliger kanadischer Eishockeyspieler (Verteidiger), der von 1982 bis 1990 für die Boston Bruins in der National Hockey League spielte.

## Karriere
Als Junior spielte er für die Billings Bighorns in der Western Hockey League. 1982 spielte er auch für die Junioren-Nationalmannschaft von Kanada, die bei der Junioren-Weltmeisterschaft erstmals Gold ins Mutterland des Eishockeys holte. Kluzak war der dominierende Verteidiger im Turnier, bei dem er als Turm in der Schlacht herausragte und als bester Verteidiger ausgezeichnet wurde. Gord Kluzak wurde beim NHL Entry Draft 1982 als First Overall Draftpick von den Boston Bruins ausgewählt. Doch bereits zu dieser Zeit hatte er seine erste ernste Knieverletzung, die seine Karriere überschatten sollte.
In seiner Rookie-Saison 1982/83 spielte er ordentlich, doch konnte er sein Potential noch nicht richtig abrufen. Das sollte sich in der zweiten Saison ändern. Er spielte deutlich stärker als noch im Jahr zuvor und konnte sowohl in der Defensive wie in der Offensive überzeugen. Im letzten Vorbereitungsspiel zur Saison 1984/85 verletzte er sich erneut am Knie und eine Operation war unumgänglich. So verpasste er die vollständige Spielzeit. Zur Saison 1985/86 kehrte er aufs Eis zurück und konnte erneut mit starken Leistungen überzeugen. Doch seine Knieverletzung brach wieder auf. Deshalb verpasste er verletzungsbedingt eine ganze Saison. 1987/88 war Gord wieder zurück und spielte die ganze Saison. Es sollte seine letzte vollständige Saison sein. Gemeinsam mit Rookie Glen Wesley unterstützte er Ray Bourque, den Kopf der Bruins Verteidigung, so dass dieser in den Playoffs noch frisch genug war, um das Team in die Finals um den Stanley Cup zu führen. Dort scheiterten sie jedoch an den Edmonton Oilers mit Wayne Gretzky.
Die kommenden drei Jahre versuchte er sein Comeback, doch er brachte es nicht auf mehr als 13 Spiele in diesen drei Jahren, bevor er 1990 nach elf Knieoperationen seine Schlittschuhe an den Nagel hängen musste.
Betrachtet man die NHL Entry Drafts seit 1969, so hat kein Spieler, der als Erster gezogen wurde, weniger Spiele als Kluzak mit 299 bestritten. In Boston stellte man sich immer wieder die Frage, ob man die Probleme mit Kluzaks Knie nicht hätte absehen können. Der Draft hätte sehr viele Alternativen geboten, neben namhaften Stürmern auch Verteidiger wie Scott Stevens oder Phil Housley.
Nach Ende seiner Karriere machte Kluzak 1994 seinen Abschluss an der Harvard University. Später arbeitete er für Goldman Sachs. Doch auch dem Eishockey blieb er verbunden. Er arbeitete von 1995 bis 2004 als TV-Reporter für die Bruins. Heute ist er Analyst für das New England Sports Network (NESN).

## Erfolge und Auszeichnungen
- 1982 WHL Second All-Star Team
- 1982 Goldmedaille bei der Junioren-Weltmeisterschaft
- 1982 All-Star-Team der Junioren-Weltmeisterschaft
- 1982 Bester Verteidiger der Junioren-Weltmeisterschaft
- 1990 Bill Masterton Memorial Trophy